# Хольцер, Иоганн Баптист
Иоганн Баптист Хольцер (нем. Johann Baptist Holzer; 17 мая 1753, Корнойбург — 7 сентября 1818, Вена) — австрийский композитор.
Автор камерных сочинений (в том числе шести клавирных трио), зингшпилей, песен. Официальный композитор масонской ложи «К Истинному Посвящению» (нем. Zur wahren Eintracht), в которой также состоял Йозеф Гайдн и на собраниях которой бывал Вольфганг Амадей Моцарт. Для ложи им была написана, в частности, песня «Во имя бедных» (нем. Im Namen der Armen; 1784), мелодия которой была использована Моцартом в «Масонской кантате» (нем. Freimaurerkantate); по иронии судьбы именно эта мелодия была выбрана из моцартовского наследия для создания после Второй мировой войны нового гимна Австрии, и, таким образом, в настоящее время именно Хольцер считается автором музыки австрийского гимна.